# Макгрегор, Уильям
Уи́льям Макгре́гор (англ. William McGregor; 13 апреля 1846 — 20 декабря 1911) — футбольный менеджер викторианской эпохи, который считается основателем Футбольной лиги Англии — первого подобного организованного объединения клубов в мире.
После переезда из Пертшира в Бирмингем, чтобы открыть там своё дело в качестве драпировщика, Макгрегор стал участвовать в местном футбольном клубе «Астон Вилла», которому он помог стать одной из ведущих команд Англии. Он работал в клубе в течение 20 лет на различных должностях, в том числе как президент, директор и председатель. В 1888 году, разочарованный регулярными отменами матчей клуба, Макгрегор организовал встречу представителей ведущих клубов Англии, которая привела к формированию Футбольной лиги Англии, давая членам клуба гарантированный перечень матчей на каждый сезон. Это сыграло важную роль в переходе футбола от любительского времяпрепровождения к профессиональному бизнесу.
Макгрегор занимал в лиге должности председателя совета директоров и президента Футбольной лиги, а также был председателем Футбольной ассоциации (FA). Он был отмечен ассоциацией за свои заслуги перед игрой незадолго до своей смерти в 1911 году и был посмертно удостоен наград со стороны местных футбольных властей и «Астон Виллы».